# Machiko Hasegawa
Machiko Hasegawa (長谷川町子 Hasegawa Machiko?), nacida en Fukuoka el  30 de enero de 1920, fue la primera dibujante femenina de manga. 
Alumna de Suihō Tagawa, creador del famoso perro Norakuro, Hasegawa creó en 1946 la tira cómica Sazae-san, que cuenta la vida cotidiana de la protagonista y su familia. Inicialmente, aparecía en el vespertino Fukunichi, pero en 1949 comenzó a publicarse en el diario nacional Asahi Shimbun, hasta el retiro de Hasegawa en febrero de 1974. Ijiwaru obaasan y Apron ba-san son otras de sus creaciones.
Sazae-san se convertiría en una serie dramática para radio en 1955 y una serie animada que se emite en la televisión japonesa desde 1969. Buena parte de su obra fue traducida al inglés, con el título The Wonderful World of Sazae-san.
Hasegawa falleció el 27 de mayo de 1992. En el distrito Setagaya de Tokio, se erigió un museo en su honor.